# EZS (Fahrzeughersteller)

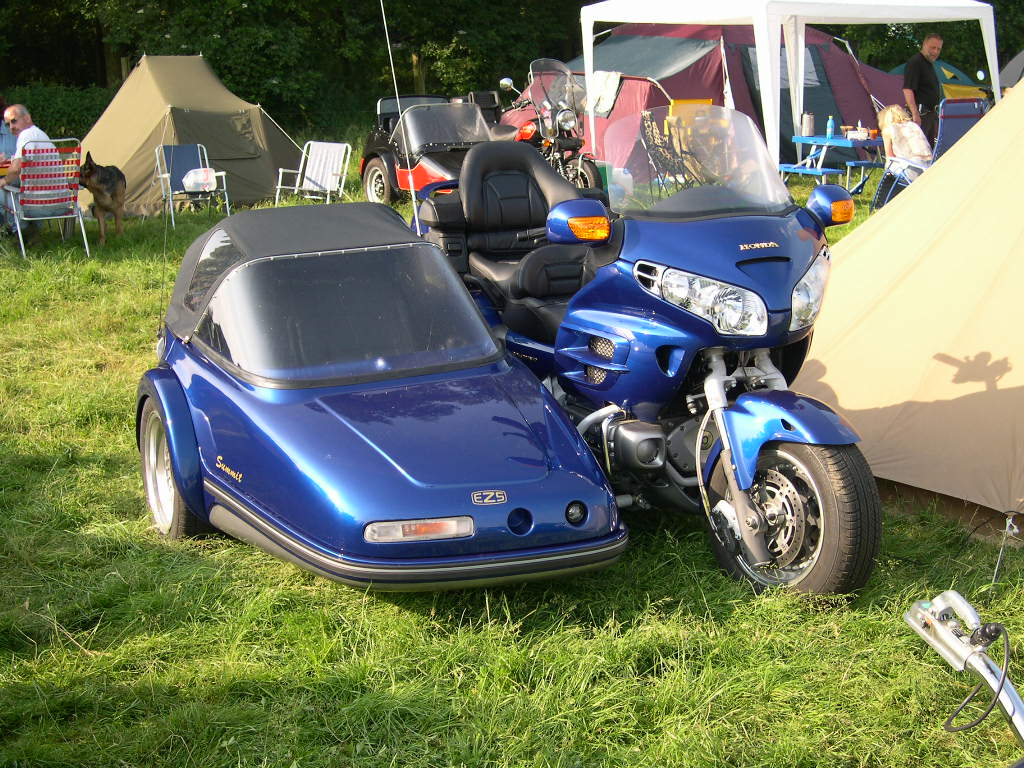
EZS Summit mit Honda Gold Wing

EZS (Engbers Zijspan Service) ist ein niederländischer Fahrzeughersteller aus Zelham, der sich auf Motorradgespanne, Motorradanhänger und Anhängerkupplungen für Motorräder spezialisiert hat. 
Das Unternehmen wurde 1981 von Tonnie Engbers gegründet und ist, neben EML und LBS, ein über die Niederlande hinaus bekannter Gespannhersteller.   
Das Angebot von EZS umfasst klassische einsitzige, sportliche und familientaugliche Beiwagen, die an nahezu alle Zugmaschinen angeschlossen werden können, sowie Komplettgespanne. EZS bot ab 1990 ein Parallelschwenker-Gespann, bei dem sich das Beiwagenrad in der Mitte des Beiwagenstells befindet, als Lizenznehmer in Europa an. Die Patente dazu hielt der Südafrikaner Hannes Myburgh. Als Zugmaschine verwendete EZS dabei die Honda ST 1100. Seit 2012 stellt EZS als erster niederländischer Hersteller Reverse Trikes her.